# Elodes joosti
Elodes joosti là một loài bọ cánh cứng trong họ Scirtidae. Loài này được Klausnitzer mô tả khoa học lần đầu tiên vào năm 2004.